# Schloss Herdringen

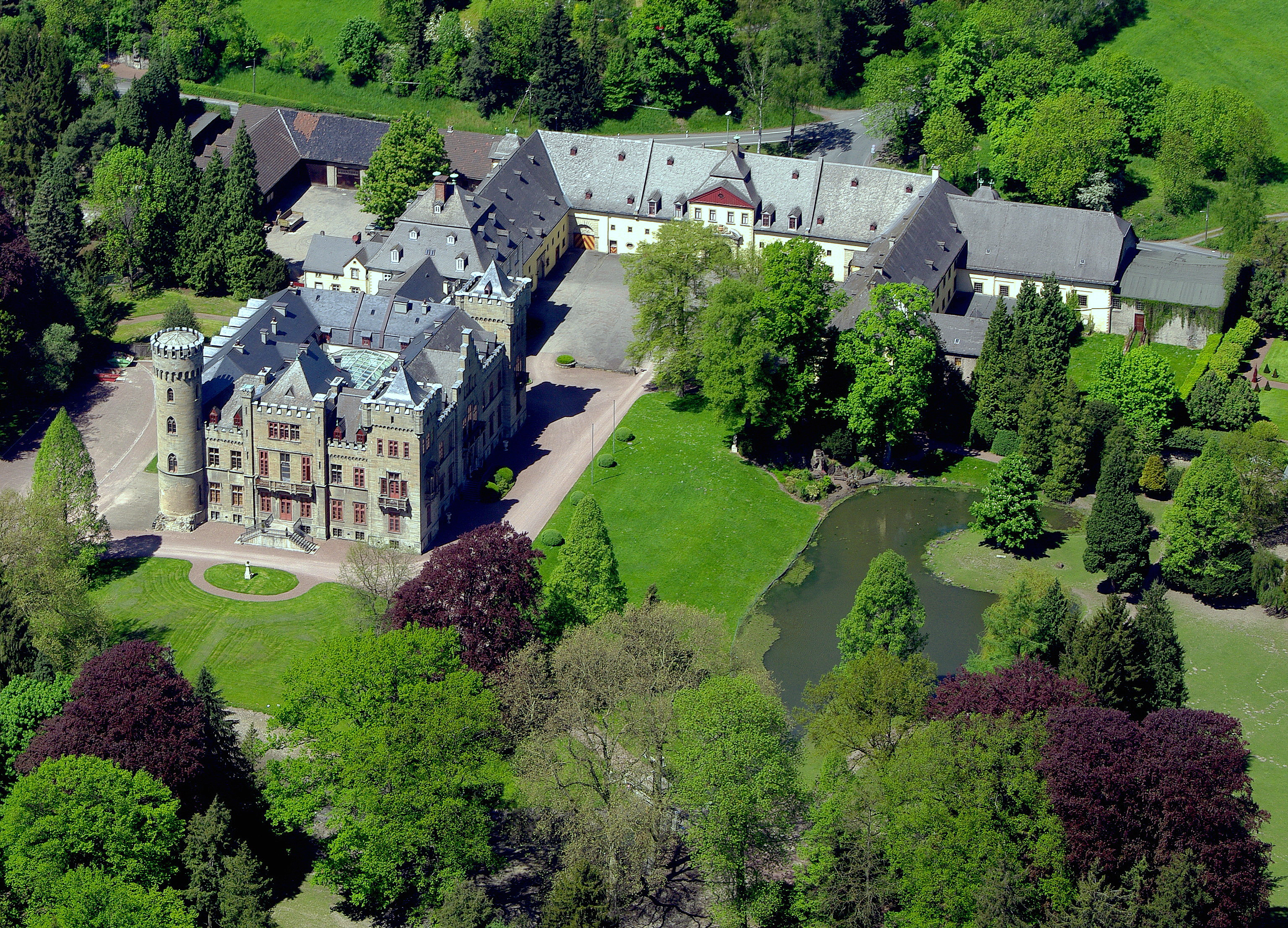
Schloss Herdringen, 2008

Schloss Herdringen im gleichnamigen Stadtteil von Arnsberg war Sitz der Freiherren von Fürstenberg und gilt als einer der bedeutendsten neugotischen Profanbauten in Westfalen. Das heutige Schloss wurde in den Jahren 1844 bis 1853 durch den Kölner Dombaumeister Ernst Friedrich Zwirner erbaut. Daneben bestehen weitere Bauten aus älteren Bauphasen wie etwa die barocke Vorburg. Mit dem Bau des neuen Schlosses wurde auch ein großer Landschaftspark angelegt.

## Geschichte

### Gräftenhof
Das Rittergut Herdringen wurde 1376 erstmals urkundlich erwähnt. Die damalige Kettelburg war bis 1501 Sitz der Familie Ketteler. Nach dem Verfall der alten Burg wurde durch Johann von Hanxleden und Elisabeth Ketteler weiter westlich der Hanxledensche Gräftenhof begründet. Dabei handelte es sich um ein Fachwerkgebäude, das sich auf einer künstlichen Insel südlich der Vorburg befand. Der Bau wurde in den folgenden Jahrhunderten mehrfach etwa um Wirtschaftsräume erweitert. Das Haupthaus war mehrstöckig lag am Südrand des Wirtschaftshofs und war mit diesem über eine Brücke verbunden. Das Haus wurde durch eine Querwand in zwei Baukörper geteilt. Im Erdgeschoss befanden sich Küche und Vorratsräume. Im Ersten Stock lagen die Wohnräume und im Obergeschoss befanden sich repräsentative Räume.

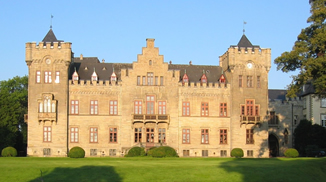
Schloss Herdringen

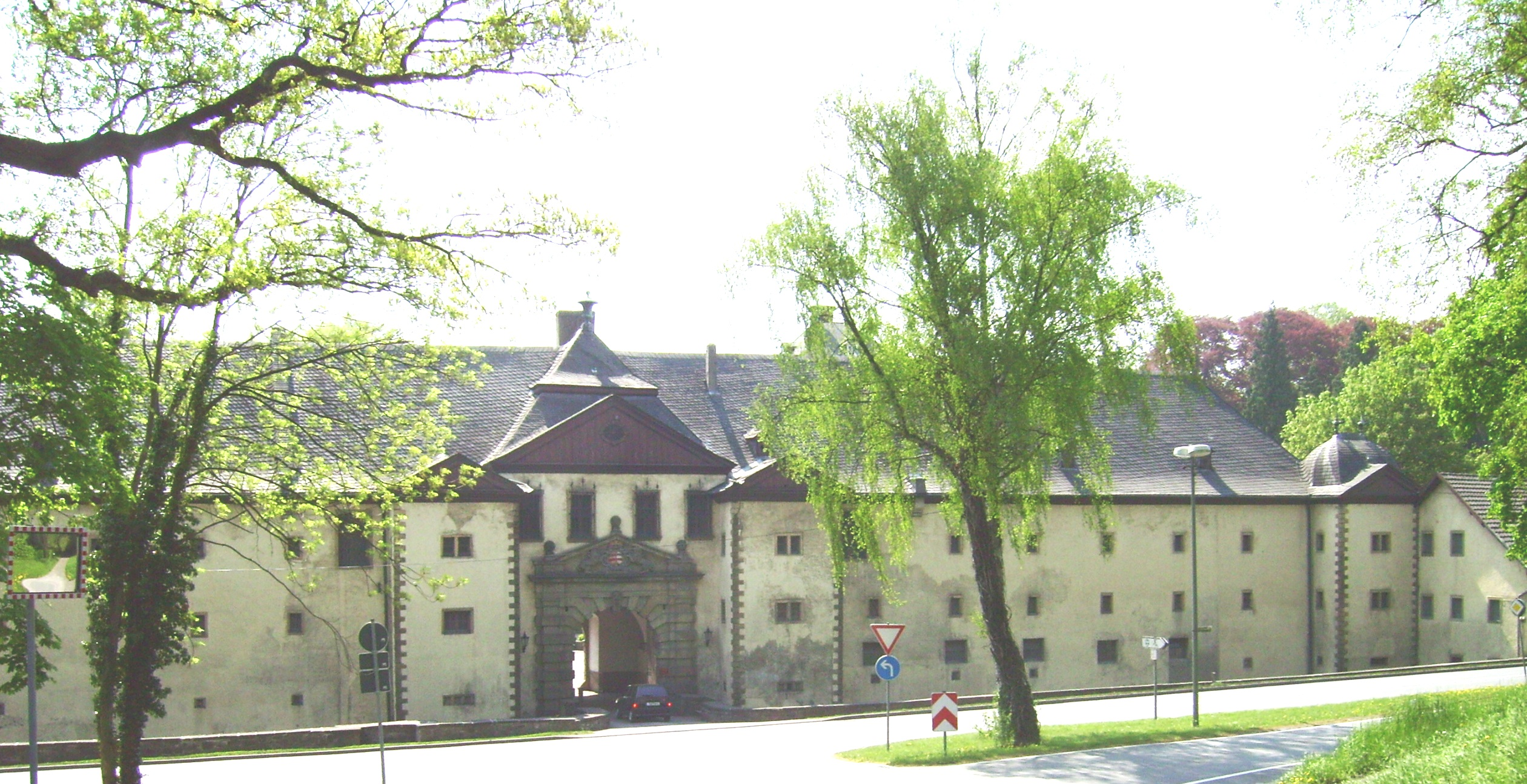
Vorburg mit Einfahrtsportal

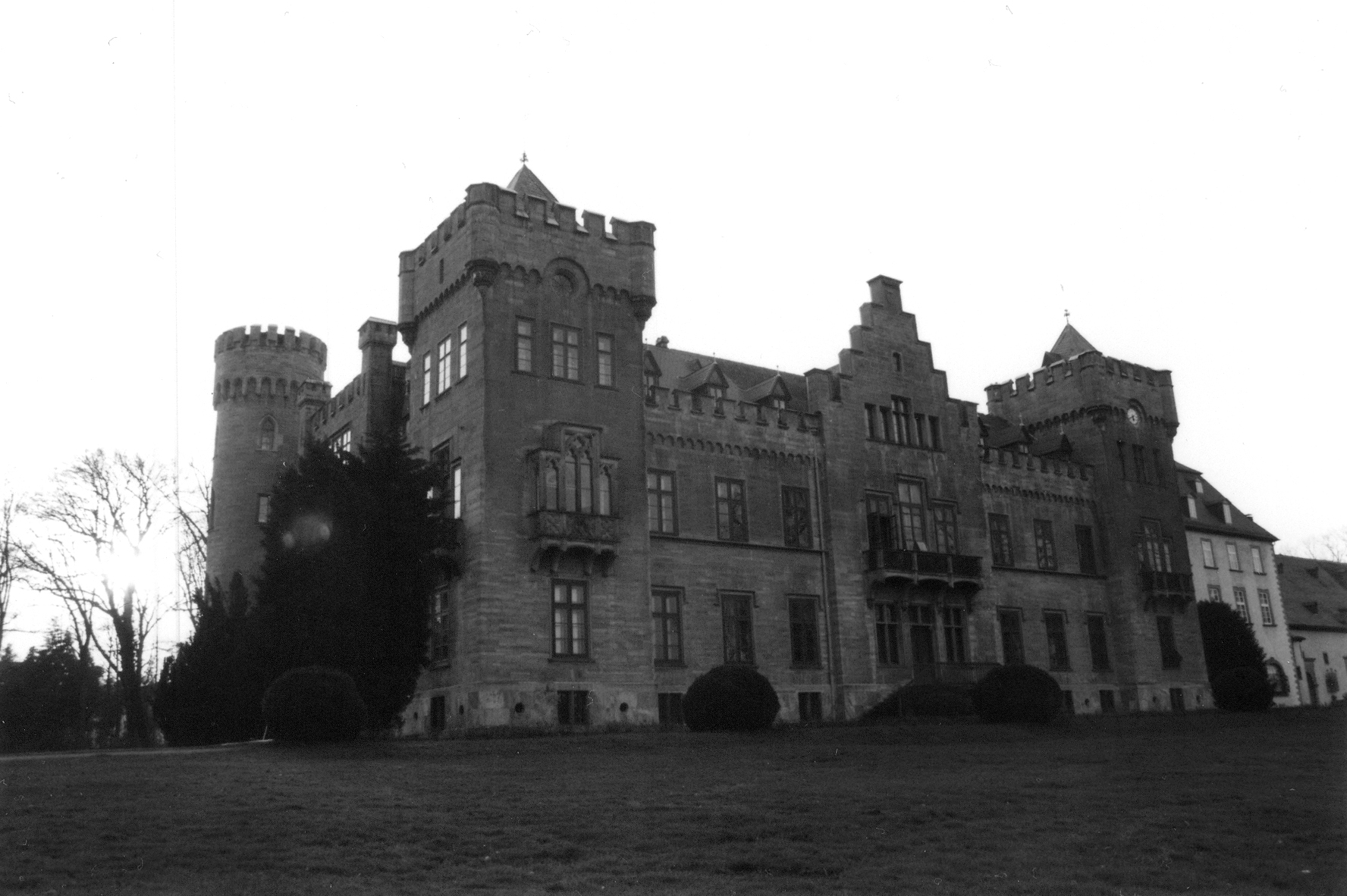
Schloss Herdringen

Der Paderborner Fürstbischof Dietrich von Fürstenberg kaufte das Gut im Jahre 1618 und schenkte es seinem Neffen Friedrich von Fürstenberg. In den Jahren 1683 bis 1723 wurde die dreiflügelige barocke Vorburg erbaut. Sie geht auf Entwürfe von Ambrosius von Oelde zurück. Von diesem stammt auch der Entwurf für ein 1686 gebautes Gartenhaus. Im Jahr 1713 wurde der sogenannte Alte Turm fertig gestellt. Es handelt sich um ein pavillonartiges Gebäude. Im Erdgeschoss befand sich ein Gestüt. Darüber gab es Gästewohnungen. Im Laufe der Zeit zeigten sich immer stärker bauliche Mängel des Gräftenhofes.

### Zwirner-Bau
Auch die relativ beengten Platzverhältnisse und nicht zuletzt seine Erhebung in den Grafenstand veranlassten Franz Egon Graf von Fürstenberg (1818–1902) in den 1840er Jahren zum Neubau des Herrenhauses im englischen Tudorstil. Die Pläne für den Neubau stammten von Dombaumeister Ernst Friedrich Zwirner. Die örtliche Bauleitung hatte der Architekt Friedrich Augustini aus Wuppertal. Die blau-rötlichen Steinquader stammen aus dem nahen Effenberger Steinbruch. Für Einfassungen der Gesimse und Fenster wurde Stein aus Menden und Herdecke verwandt. Die Steine für Fundament und Innenmauern stammten aus dem Steinbruch an der Sternhelle. Der Bau kostete 257.784 Taler. Der Gräftenhof wurde 1853 abgerissen. Der Neubau ist als längliches Viereck mit einem offenen Innenhof gebaut. Die Ostseite ist von zwei dreigeschossigen Ecktürmen mit einigen Solitätürmchen flankiert. An der Südwestecke befindet sich ein Rundturm.
Anfang des 20. Jahrhunderts erfolgte ein weitreichender Innenumbau und Neugestaltung durch den Berliner Architekten Ernst von Ihne. Nach der Verlegung des Haupteingangs an die Nordseite entstand im Inneren durch die Verbindung der Eingangshalle mit anderen Räumen ein repräsentativer Salon, der auch als Bibliothek bezeichnet wird. Aus den Fenstern der Bibliothek hat man einem Blick über den Park und die angrenzende Landschaft bis zum Fluss Röhr. Auf der Westseite befindet sich der Königssaal. Er erinnert an den Besuch von König Friedrich Wilhelm IV. 1853 auf dem Schloss. In der Nordwestecke liegt die Schlosskapelle.
Der Schlosspark wurde im Stil eines englischen Landschaftsparks auf einer Fläche von über 100 ha von dem Gartenarchitekten Jakob Greiß und Einbeziehung von Landschaftsbestandteilen oder der alten Kettelburg jenseits der Röhr gestaltet. Es gibt Gräften, Brücken, Parkwege, künstliche Kaskaden, Statuen und Baumpflanzungen. In Westfalen vergleichbar ist der Steinfurter Bagno.

## Sammlungen

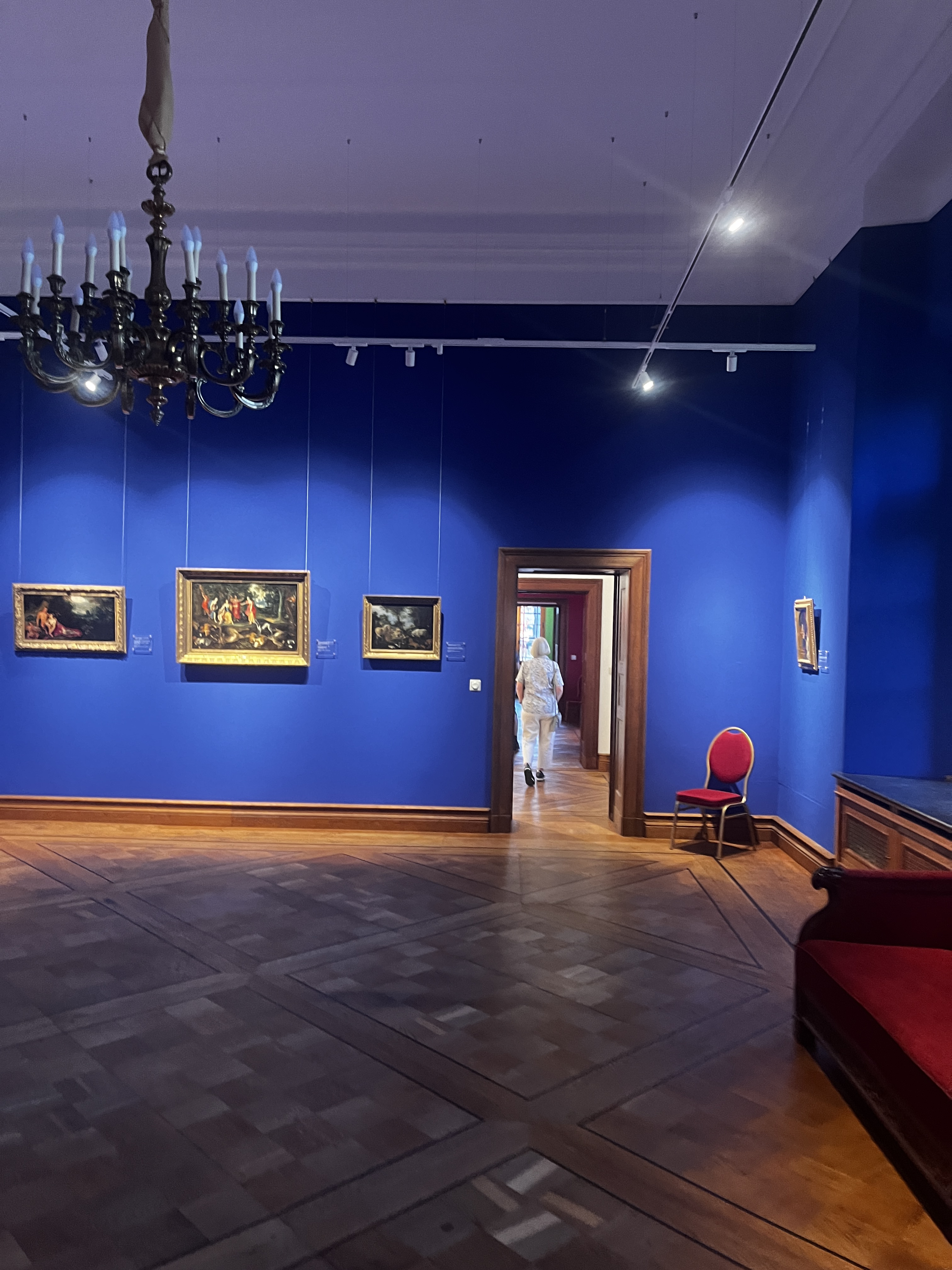
Teil der Gemäldegalerie

Seit 1976 befinden sich die Reste der im Wesentlichen im Krieg in Paderborn vernichteten historischen Bibliotheca Fürstenbergiana im Schloss. Es handelt sich um die Sammlung, die von Clemens Lothar von Fürstenberg auf Schloss Adolfsburg im 18. Jahrhundert begonnen wurde. In Herdringen befindet sich auch eine große Gemäldesammlung, die teilweise aus anderen Schlössern der Familie stammt. Ein weiterer Bestandteil ist der Nachlass von Wilhelm von Fürstenberg. Ein Großteil der Sammlung sind Gemälde aus dem 17. Jahrhundert. Dazu gehören Stücke von Caravaggio, Nicolas Poussin, Anthonis van Dyck, David Teniers der Jüngere, Ludger tom Ring der Jüngere, Hans von Aken, Paulus van Vianen. Franz Egon von Fürstenberg erwarb im 19. Jahrhundert Bilder aus der Kölner Familie von und zur Mühlen. Insgesamt umfasst die Sammlung Werke aus der Zeit des Mittelalters bis zum 18. Jahrhundert.
Besonders wertvolle Stücke stammen vom Silberschmied Antonius Eisenhoit aus Warburg. Bei dem Silberschatz handelt es sich um eine vollständige Altarausstattung, die Fürstbischof Dietrich von Fürstenberg seinem Bruder Kaspar von Fürstenberg geschenkt hatte.
Zur Zeit von Engelbert Egon von Fürstenberg-Herdringen sind verschiedene Räumlichkeiten neu gestaltet und ausgestattet worden. Dabei wurden Türen, Wandgemälde, Ledertapeten und Gobelins aus nicht mehr bewohnten Schlössern der Familie nach Herdringen gebracht. Dort fanden unter anderem die wertvollen Schnitzereien aus der früheren Gerichtslaube der Burg Schnellenberg einen neuen Platz. Auch Teile der barocken Innenausstattung aus Schloss Adolfsburg wurden nun in das Schloss Herdringen integriert. Die Bezeichnung Ledersaal geht auf die dazu gehörende Ledertapete zurück.
Daneben verwahrt die Familie eine alte und wertvolle Musikaliensammlung des 18. Jahrhunderts aus dem Besitz des Freiherrn von Sonsfeld, die z. B. eine Flötensonate von Wilhelmine von Bayreuth enthält.

## Nutzung

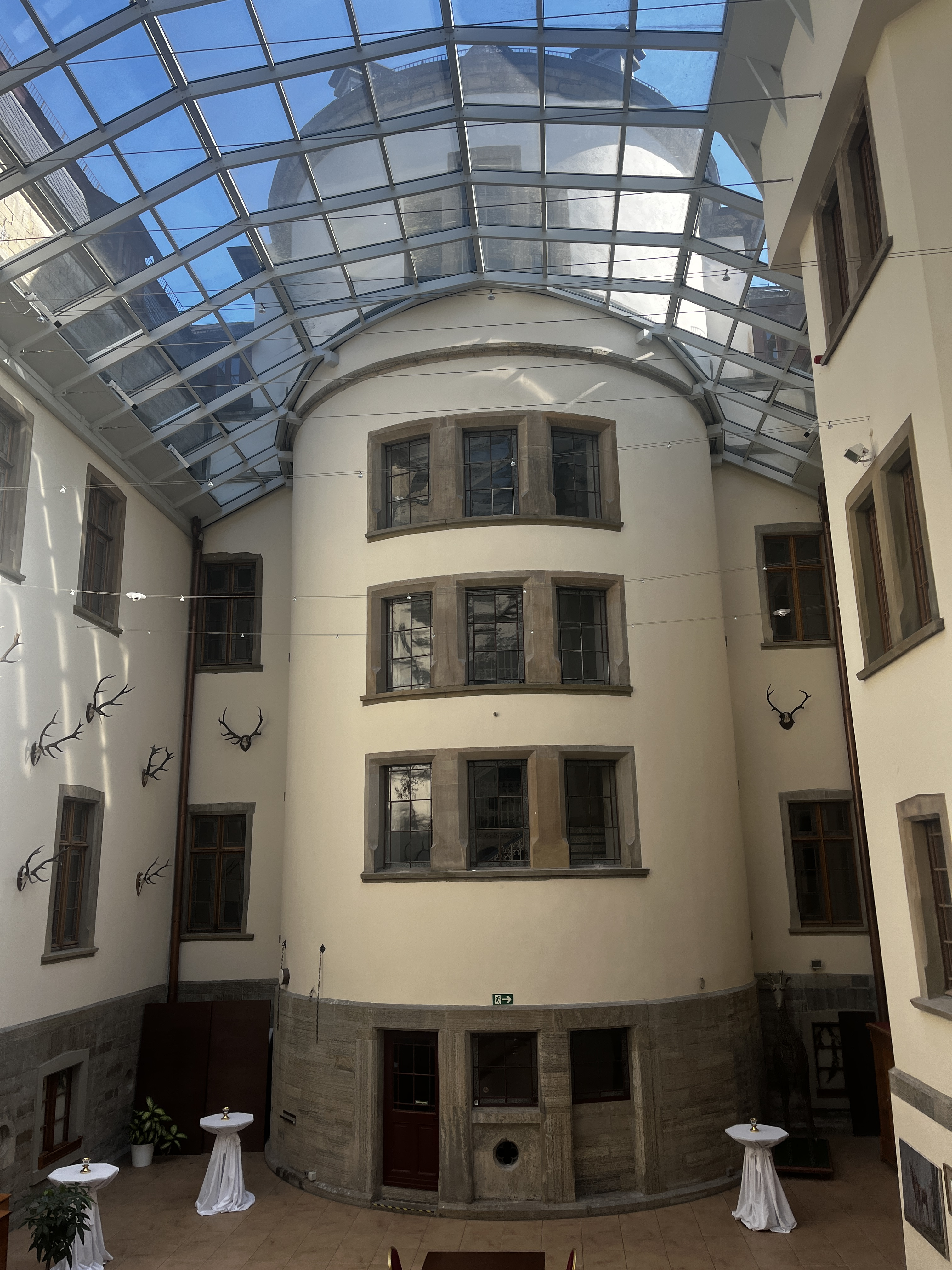
Innenhof

Nach Ende des Zweiten Weltkrieges war das Schloss bis 1946 vom amerikanischen und britischen Militär beschlagnahmt. Danach betrieben dort aus Schlesien geflohene Ursulinen eine Haushaltsschule und ein Kindererholungsheim. Kurze Zeit bestand dort auch eine Schwesternschule des Karolinenhospitals.
Von 1968 bis 2000 wurde das Schloss als Internat („Institut Schloss Herdringen“, ein privates Aufbaugymnasium, das als Privatgymnasium Iserlohn fungierte) genutzt.
In den 1960er Jahren war Schloss Herdringen Drehort und Kulisse für die zwei Edgar-Wallace-Filme Der schwarze Abt und Der Fälscher von London. 2008 wurde das Schloss für Filmaufnahmen der ZDF-Serie Krupp – Eine deutsche Familie genutzt.
Heute steht es als Veranstaltungsort für Feierlichkeiten und Firmenveranstaltungen zur Verfügung und kann von Gruppen nach Anmeldung besichtigt werden. Darüber hinaus werden auch Konzerte auf dem Gelände veranstaltet. Unter anderem traten hier schon Fettes Brot, Madsen, Peter Fox, BAP, Roger Cicero, Die Fantastischen Vier und Atze Schröder auf.
Im Februar 2022 starb der letzte Bewohner und Besitzer des Schlosses, Wennemar Freiherr von Fürstenberg, kinderlos im Alter von 62 Jahren. Danach wurde das Schloss zusammen mit den dazugehörigen Besitzungen in eine Kulturstiftung überführt. Das Schloss soll in ein Museum umgewandelt werden.